# 韋布鎮區 (密蘇里州雷諾茲縣)
韋布鎮區（英語：Webb Township）是位於美國密蘇里州雷諾茲縣的一個行政鎮區。

## 地方資料
韋布鎮區的面積為367.54平方千米，當中陸地面積為359.83平方千米，而水域面積為7.71平方千米。根據2020年美國人口普查的數據，當地共有人口840人，而人口密度為每平方千米2.29人。